# 朱玉华
朱玉华（1373年—1438年11月15日），明朝公主，明太祖朱元璋第十一女，母親是林氏。
洪武六年出生。洪武二十一年（1387年）封南康公主，下嫁東川侯胡海子胡觀。永乐初，进封南康长公主。洪熙初，进封南康大长公主。
胡海曾經因罪而剝俸祿和良田，因為該婚事，其田俸照舊。建文三年，胡觀隨李景隆北征，后被燕王朱棣部隊所捉。永樂初年，被朱棣寬恕。當時都御史陳瑛等彈劾胡觀強取民女，娶妓女為妾。於是胡觀被罷免，后自盡身亡。宣德年間，公主為其子胡忠求嗣，后升任孝陵衛指揮僉事，進同知。
正統三年十月己卯（1438年11月15日），公主去世，享壽六十六。